# Orimarga (Orimarga) pandu
Orimarga (Orimarga) pandu is een tweevleugelige uit de familie steltmuggen (Limoniidae). De soort komt voor in het Oriëntaals gebied.